# Ozona
Ozona è un centro abitato degli Stati Uniti d'America, situato nella contea di Crockett (di cui è capoluogo) dello Stato del Texas.
È l'unica comunità riconosciuta nella contea di Crockett.

## Storia
Ozona fu fondata nel 1891 dal geometra E.M. Powell. Era conosciuta come Powell weel, ma fu poi rinominata Ozona nel 1897

## Geografia fisica
Ozona è situata a 30°42′32″N 101°12′15″W (30.708972, -101.204069) sulla Interstate 10, circa 82 miglia a sud ovest di San Angelo, nella regione dell'Edwards Plateau, al confine occidentale del Texas Hill Country. I cacciatori vengono a Ozona in cerca di cervi dalla coda bianca, taiassuidi e selvaggina.
Secondo lo United States Census Bureau, ha un'area totale di 4,7 miglia quadrate (12 km²).

## Società

### Evoluzione demografica
Secondo il censimento del 2010 3.225 persone risiedevano a Ozona. Secondo il censimento del 2000, 1.255 nuclei familiari, e 919 famiglie risiedevano nella città. La densità di popolazione era di 734,6 persone per miglio quadrato (283,5/km²). C'erano 1.514 unità abitative a una densità media di 323,7 per miglio quadrato (124,9/km²). La composizione etnica della città era formata dal 74,62% di bianchi, lo 0,81% di afroamericani, lo 0,67% di nativi americani, lo 0,32% di asiatici, lo 0,03% di isolani del Pacifico, il 20,93% di altre etnie, e il 2,62% di due o più etnie. Ispanici o latinos di qualunque razza erano il 60,13% della popolazione.
Dei 1.255 nuclei familiari, il 38,4% avevano figli di età inferiore ai 18 anni, il 58,7% erano coppie sposate conviventi, il 10,7% aveva un capofamiglia femmina senza marito, e il 26,7% non erano famiglie. Circa il 24,8% di tutti i nuclei familiari erano individuali e il 12,7% aveva componenti con un'età di 65 anni o più che vivevano da soli. Il numero di componenti medio di un nucleo familiare era di 2,71 e quello di una famiglia era di 3,25. Vi erano il 30,3% di persone sotto i 18 anni, il 7,4% di persone dai 18 ai 24 anni, il 26,8% di persone dai 25 ai 44 anni, il 23,1% di persone dai 45 ai 64 anni, e il 12,4% di persone di 65 anni o più. L'età media era di 36 anni. Per ogni 100 femmine, c'erano 94,8 maschi. Per ogni 100 femmine dai 18 anni in giù, c'erano 93,8 maschi.
Il reddito medio di un nucleo familiare era di 28.565 dollari, e per una famiglia era di 33.017 dollari. I maschi avevano un reddito medio pro capite di 30.988 dollari contro i 14.024 dollari delle femmine. Il reddito medio pro capite era di 13.152 dollari. Circa il 16,8% delle famiglie e il 21,5% della popolazione erano sotto la soglia di povertà, incluso il 27,0% di persone sotto i 18 anni e il 20,5% di persone di 65 anni o più.